# حسن‌آباد خالصه
حسن‌آباد خالصه روستایی از توابع شهرستان اسلامشهر در استان تهران است.

## جمعیت
این روستا در شهرستان اسلامشهر قرار دارد و براساس سرشماری مرکز آمار ایران در سال ۱۳۸۵، جمعیت آن ۲٬۱۰۸ نفر (۵۴۲خانوار) بوده‌است.